# Trichophyton violaceum
Trichophton violaceum
Espèce
Trichophton violaceum est une espèce de champignons de la famille des Arthrodermataceae.
C’est un des champignons responsables de la teigne.